# 聚指形軟珊瑚
聚指形軟珊瑚（学名：Sinularia numerosa）为軟珊瑚科指形軟珊瑚屬下的一个种。